# 春日俊彰
春日 俊彰（かすが としあき、1979年〈昭和54年〉2月9日 - ）は、日本のお笑いタレント、司会者、俳優、ボディビルダー、アスリート。お笑いコンビ・オードリーのボケ（ツッコミに回ることもある）担当。相方は若林正恭。埼玉県所沢市出身。ケイダッシュステージ所属。フィンスイミング元日本代表。既婚。

## 略歴
1979年
- 2月9日、埼玉県所沢市に生まれる。妹1人がいる。

1991年
- 3月、所沢市立明峰小学校卒業。

1997年
- 3月、日本大学第二中学校・高等学校卒業。日本大学商学部を一般入試で受験、4月に現役で合格（内密に受けた龍谷大学は不合格）。その後、日本大学商学部経営学科に進学。

2000年
- 4月、コンビ名を「ナイスミドル」としてケイダッシュステージよりデビュー。大学を1年間休学。

2002年
- 3月、日本大学商学部経営学科卒業。

2005年
- 4月、コンビ名を「オードリー」へ改名。

2006年
- 8月8日、『クイズプレゼンバラエティー Qさま!!』（テレビ朝日）内の企画「Qさま!! 第2回芸能界潜水No.1決定戦公式記録大会」で当時の日本歴代2位の110mの記録を出す。
- 12月5日、『Qさま!!』（テレビ朝日）内の企画「Qさま!! Dynamic Apnea without Fin Japan‐Italy joint competition」で当時の日本歴代4位タイの115mの記録を出す。

2008年
- 12月、『M-1グランプリ2008』において「オードリー」として出場し、敗者復活戦から決勝進出。決勝戦では第1ラウンドを1位で通過するものの、最終決戦では準優勝だった。

2009年
- 11月12日、代表的なギャグの1つ、「トゥース!」が新語・流行語大賞にノミネートされる。

2013年
- 2月、所沢市観光大使に就任。

2015年
- 5月、第23回東京オープンボディビル選手権大会75kg級へ出場し、5位に入賞。
- 6月、フィンスイミングワールドカップマスターズ大会に出場。団体種目で銅メダルを獲得。
- 7月11日放送の第28弾『人志松本のすべらない話』（フジテレビ）でMVS受賞。

2019年
- 4月18日、『ニンゲン観察バラエティ モニタリング』（TBS）の生放送において、一般女性との10年を超える交際期間を経ての婚約を発表。翌週発売の『FRIDAY』では、別の女性との交際をスクープされた。
- 5月12日、『オードリーのオールナイトニッポン』（ニッポン放送）の生放送において、放送直前に婚姻届を提出したことを報告
- 10月1日放送の『おもしろいけど超スゴイ！衝撃技が続々登場「おもスゴ世界一！」～あの有名人も世界記録に挑戦しちゃいましたSP～』（テレビ東京）にて、「水中ベンチプレスの最多連続回数」のギネス世界記録に挑戦し、これまでの記録を3回更新する43回を達成し、ギネス世界記録に認定された。

2020年
- 5月17日、『オードリーのオールナイトニッポン』（ニッポン放送）の生放送で、5月8日に第1子となる女児が誕生していたことを報告。

2021年
- 1月17日放送の『有吉ぃぃeeeee!そうだ!今からお前んチでゲームしない?』（テレビ東京）の「第2回桃鉄王決定戦」にて、優勝。
- 3月、「全日本エアロビクスコンテスト大会 一般ペア・グループ部門」にフワちゃんと出場し、銅メダルを獲得。
- 10月22日放送の『クイズ!あなたは小学5年生より賢いの?』（日本テレビ）において、番組初出演で番組史上13組目の全問正解を達成し、賞金300万円を獲得。
- 11月27日放送の『ドラフトコント2021 ユニットコントNo.1決定戦』（フジテレビ）にて、春日がキャプテンを務めた春日チームが優勝。
- 12月1日、ニホンモニター発表の「2021年テレビ番組出演本数ランキング」（年間ランキング）では、433本で5位となり、ピンでは2014年以来の帯番組を持っていない中での年間ランキング上位5位以内ランクインとなった。

2022年
- 1月18日放送の『火曜は全力!華大さんと千鳥くん』（フジテレビ）の「6人成功で100万円 プレッシャーバトン 」において、ゲーム挑戦のトリを務め、番組史上初の「プレッシャーバトン」100万円獲得に貢献した。
- 7月1日、ニホンモニター発表の「2022年上半期テレビ番組出演本数ランキング<関東>」にて、3位にランクイン。上半期のピンでは2014年以来の帯番組を持っていない中での上位5位以内ランクインとなった。
- 7月8日、エム・データ発表の「2022年上半期TV番組出演回数ランキング」にて、同じく帯番組を持っていない中での総合2位、NHKを含む在京キー局全局に一定回数マルチ出演しているタレントのランキング、「2022年上半期テレビ番組マルチ出演回数ランキング」では1位にランクインした。
- 12月7日、前日放送の『ラヴィット!』（TBSテレビ）内で発表された、ニホンモニターによる「2022年テレビ番組出演本数ランキング」（年間ランキング）では、528本で3位となった。対して、エム・データ発表の同ランキングでは597回と2位とは7本差で1位を獲得した。

2023年
- 3月24日、当日放送の『スッキリ』（日本テレビ）において那須どうぶつ王国からの中継に出演していたが、その際に（番組MCである加藤浩次の煽りを受ける形で）当施設との事前打ち合わせに反してペンギンが飼育・展示されているエリア内の池に3度にわたり故意に転落した為、施設側が日本テレビへ厳重に抗議する事態となった。放送では終盤で現地にいる春日とアナウンサーの伊藤遼が土下座で謝罪し、伊藤がペンギンに危害がなかったことを伝えた。また、加藤や日テレの社長が謝罪の言葉を述べる前日、放送翌々日の26日にも、反省やお詫びを綴った長文の手紙を持参した春日と番組スタッフが直接園に出向いて再度謝罪をし、園側は「当園はSNS等で個人への誹謗中傷は望んでおりません」と騒動の沈静化を呼びかけた上で、再度番組へ抗議し、また園担当者と番組スタッフの意思疎通に問題があったことを認め、再発防止に努めていくと表明した。

- 6月30日、ニホンモニター発表の「2023年上半期テレビ番組出演本数ランキング<関東>」にて、4位にランクイン。
- 7月7日、エム・データ発表の「2022年上半期TV番組出演回数ランキング」にて、総合3位、NHKを含む在京キー局全局に一定回数マルチ出演しているタレントのランキング、「2023年上半期テレビ番組マルチ出演回数ランキング」では、昨年に引き続き1位にランクインした。

2024年
- 3月に放送された『世界の春日プロジェクト』（NHK）により、2024年3月度ギャラクシー賞月間賞を受賞した。
- 9月4日、朝の情報番組、『ZIP!』（日本テレビ）の9月・10月度金曜パーソナリティーに就任することが発表された。自身が情報番組でパーソナリティーを務めるのは初となる。

## 人物
中学時代のあだ名は「モアイ」で、水泳部に所属していた。
元々テレビ業界志望でプロデューサーを志していたが、現在の相方である若林から誘われて芸人の道を歩みだす。
自他共に認める「妹思い」。妹の結婚式に参列した際には、花嫁姿を見た瞬間感極まって号泣したらしく妹から春日へのメッセージの際は周りから泣いていることを悟られないよう、ずっと上を向いて誤魔化していた。
春日の人間性について、水口健司ディレクター（フリー）、若林、佐藤満春（どきどきキャンプ）曰く、「長嶋茂雄やアントニオ猪木みたいに普通やらないことや、もうやめてくれ！って言うようなことを平気でやれる。スモールサイズのスター」「春日さんって昭和のスターって感じなんです。何を言っても『うむ』の一言ですべてがうまくいく、そんなオーラを持っていると思います」。鈴木拓（ドランクドラゴン）によれば「凄い紳士な人。穏やかでセントバーナードを思い出します。子供とかが叩いても決して怒らず穏やかで何かあったら人を助けるというイメージなんです」とのこと。
『水曜日のダウンタウン』（TBS）にて、番組スタッフに「少々お待ちください」と指示されてからロケバスの中に1人でどれほど待機できるかというドッキリを仕掛けられた時、一睡もせずに何も飲まず食わずで6時間半以上ロケバスの中へ居続けるという驚異的な忍耐力と従順さを見せた。なお、ロケバスから降りたのはトイレに行こうとしたためで、トイレから戻ったらまだ待ち続けるつもりだった。
初のライブDVD「オードリー DVD」において、パンツ1枚でオイルまみれのキャラ“変人スタイリスト”を演じた時に「単に肉体美を見せたかった」と話している。また、このDVDで「生のお尻を見せることが出来なくて残念」とも話しており、春日にとって自分の尻は男友達に評判が良かったとのことで、若林も「雪見だいふくみたいできれい」と話している。

### 趣味
趣味は節約、筋トレ、キャバクラ（現在は行っていない）、早朝に行う日課のEPC（エロパソ健康促進、通称：自分磨き）など。
特に節約は春日を象徴する趣味であり、芸能界随一の倹約家との呼び声も高く『いきなり!黄金伝説。』（テレビ朝日）の「芸能人節約バトル 1ヶ月1万円生活」では「我慢生活」とも言える常軌を逸した節約術を幾度となく披露した。「貯金をするのが趣味ではない。金を使わないで生きることが好きなんです」と述べ、憚らない。学生の頃から正月に貰ったお年玉を1年間一切使わず取っておく性格でもあり、理由は「将来現金で大きな家を建てたい」から。「賃貸物件は自分の物に成らないから、家賃を払っているのは金をドブに捨てているようなものだ」とも述べている。普段は慎ましく節約をして支出を抑えているが、本人が有意義だと考えたものには惜しみなく大金を投じる（妹の結婚祝いに30万円包むなど）。これらの堅実な考え方は祖父の存在が大きい。春日の祖父はハンドメイドで家を建てるような人物で、「何でもかんでも金で解決するのではなく、自分の力で工夫して解決しなさい」と教えられたこともあった。
小学生の時は少年野球の経験があり、プロ野球は埼玉西武ライオンズのファン。西武の地元である埼玉県所沢出身で、球団が誕生（西武グループのライオンズ球団買収・福岡から所沢へ移転）した1979年生まれということもあり幼少時から西武ライオンズ友の会に入って応援し、西武ドームに足を運んで試合観戦することもある。応援グッズのメガホンは小学生の時から愛用している。大学時代には西武ドームでアルバイトをした。プロ野球チップスで西武選手を引き当てるためコンビニなどで一気買いしたりもするという。2012年5月3日に西武ドームで開催された対東北楽天ゴールデンイーグルス戦のイベントで「1日企画部長」に就任、中村剛也内野手と一打席勝負を行ったり、ビールの売り子、グラウンド整備員などを行い試合を盛り上げた。2025年5月8日時点で、春日がホームゲームのイベントに登場した際の西武は9戦7勝と高い勝率を誇り、ファンからは「勝利の男神」として知られている。
矢口真里（元モーニング娘。）のファンで、1人でハロー!プロジェクトのコンサートに足を運ぶこともある。また、中学時代以来の電気グルーヴのファンでもあり、同ユニットの東京公演で1人で赴いたことを明らかにしている。
自身がコンビでMCを務める『日向坂で会いましょう』（テレビ東京）での共演をきっかけに日向坂46のファン（通称：おひさま）を自称するようになった。とりわけ2期生の丹生明里推しだとされており、番組では春日の誕生日企画として「誕生日の春日をご機嫌に! 30分まるごと丹生祭り」と題した企画が放送されたほど。一方、1期生の高瀬愛奈は春日推しを公言しており、春日の誕生日にブログを更新し、ケーキを自前で購入したことを報告している。高瀬は春日のことを「内面が本当に素敵だし、どんなに忙しくても努力を惜しまないし、実は真面目で周りのことをよく見ているし尊敬してもしきれない方」と評している。
漫画週刊誌はほとんど毎週読んでいる。読書家ではないが、湊かなえの作品を愛読している。
若林と同じくアメリカンフットボールファン。きっかけは中学3年の頃にTV中継で見た第28回スーパーボウル。ダラス・カウボーイズのクォーターバック（QB）であるトロイ・エイクマンに憧れ、高校進学後にアメフト部へ入部。しかし本人の希望したQBにはなれず、オフェンスラインとディフェンスラインを務めた。NFLでは特定の応援チームを決めておらず、『オードリーのNFL倶楽部』では春日が応援したチームや選手が途端に不調に陥る「春日の呪い」が発生することがしばしばある。

### 特技
インテリ芸人として過去に『クイズプレゼンバラエティー Qさま!!』（テレビ朝日）や放送日が水曜日に枠移動する前の『東大王』、現在は『クイズタイムショック』（テレビ朝日）、相方がMCを務める『潜在能力テスト』（フジテレビ）などのクイズ番組に不定期で出演している。前述の略歴節で触れた通り、『クイズ!あなたは小学5年生より賢いの?』（日本テレビ）では、番組初出演で番組史上13組目の全問正解を達成し、賞金300万円を獲得している。
中学1年時に漢字検定2級を取得。一方で英語などの横文字は苦手。
2007年、K-1 JAPAN 戦士育成プロジェクトに応募し2月25日の第1回トライアウトを受験。潜在能力を評価され準合格となったが、5月6日の『K-1 JAPAN TRYOUT 2007』で行われた最終試験でのスパーリングでは立川隆史に計4度のダウンを奪われ圧倒された。その後アーネスト・ホーストの元で合宿を行い、8月16日、ディファ有明で開催された『K-1 TRYOUT 2007 SURVIVAL』で中国の王洪祥（ワン・ホンシャン）と対戦したが、2Rと3Rに一回転ダウンを奪われ最大5ポイント差の判定0-3で敗れた。2013年、ウエイトトレーニング専門誌『IRONMAN』誌上の連載「オードリー春日のボディビル挑戦」にて鈴木雅の指導の下でトレーニングを開始。2014年5月、第22回東京オープンボディビル選手権大会・75kg超級に出場したが、結果は8人中7位で上位4名には残れず予選敗退。翌2015年5月の第23回大会には階級を75kg級へ下げて出場。2度目の出場で初めて決勝進出し、5位に入賞。
2014年10月からフィンスイミングに取り組み始める。2015年3月15日、東京・町田で開催された「第4回フィンスイミングジャパンオープンマスターズ大会」（世界大会の日本代表選考会を兼ねる）に参加。「50メートルアプニア」（息継ぎなし）の35〜44歳の部では、6人中2着に入ったが、フォルススタートで失格。「50メートルサーフィス」（シュノーケル使用可能）にも出場したがスタートで出遅れて3位に終わり、代表入りを逃す。しかし4月末になって既に決定していた上位者に欠員が生じ、繰り上げで日本代表に選出され6月6日にイタリア・ラヴェンナで開催される「フィンスイミングワールドカップマスターズ大会」に日本代表（V1区分・35〜44歳）として出場することになった。同レースにおいては、公式記録22秒27で16名中10位の成績。団体種目「4×100メートル・サーフィスリレー」にも出場し、銅メダルを獲得した。2016年3月17日、水泳競技「フィンスイミング」の日本代表に2年連続で選出され、6月の世界大会に出場することが明らかになった。

## エピソード
- 不法投棄されていた自転車のパーツを集めて組み立て自転車を自作し、その自転車で高校に通った。パンク修理も噛んでいたガムを破損箇所へ貼り付け、ガムテープでぐるぐる巻きにして補強し乗っていた。乗っているとシャリシャリ音がするため、春日が来るのがすぐ分かったとのこと[39]。
- 芸人になってからも衣装の一部は高校生時代の制服のシャツとベルトを着用しており、現在[いつ?]も使い続けているものがある[65]。

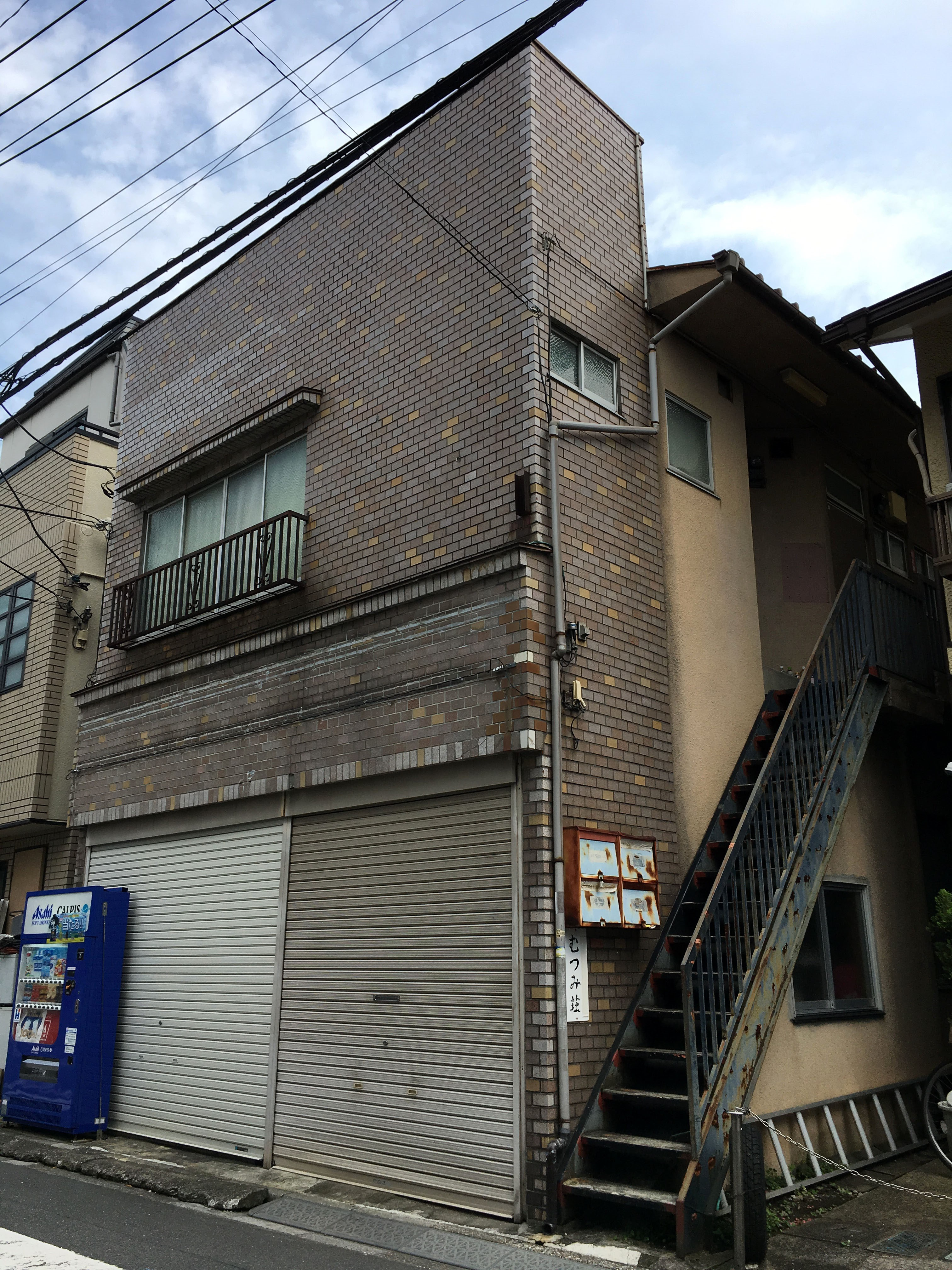
むつみ荘（2019年）

- 住まいだった阿佐ヶ谷のアパート「むつみ荘」は家賃39,000円で風呂なし[66]。築40年以上の古い木造アパートのため建付けが悪く、上空をヘリコプターが通過する際はアパート全体が揺れる。若林は「阿佐ヶ谷のゲル」と呼んでいる。冬季は窓に段ボールとゴミ袋を貼りつけ防寒対策を施していた。アパートの前が小学校の通学路に指定されているため、通学途中の小学生から声を掛けられることがあった[67]。大家も寛容で、『水曜日のダウンタウン』などのバラエティ番組で度々ロケ地として利用された[68]。2019年に結婚を機に引っ越した際、むつみ荘の大家から花束を貰ったことも明かしている。2021年現在は、『水曜日のダウンタウン』の企画として芸人限定で自身の次に居住できる権利を懸け、集まった総勢70人の芸人の中から決められた三浦一馬（シイナ）が春日のいた部屋に住んでいる[69]。
- 生活に必要な家具、家電、服のほとんどが拾い物であり、度々ゴミを漁る現場を若林やファンに目撃されていた。ゴミ拾いに行くのは「朝5時くらいがベスト」と語っていた[70]。DVD発売における販促の一環としてマネージャーが記述していたブログによると、衣装は自分で管理している。本人曰く人に預けたりして忘れてしまうことが嫌。
- 漫画雑誌をよく読んでいるが、基本的には買わずに立ち読みで済ませている。このためコンビニで何時間も立ち読みし続けることもあり、店員から嫌がられて真冬に冷房スイッチを入れられたこともある[71]。また、漫画『美味しんぼ』は6年掛けて全巻収集した[72]。
- 好きな食べ物は桃。
- カラオケの十八番は福山雅治の「家族になろうよ」[73]。タカ（タカアンドトシ）の結婚式でも歌唱している。
- 結婚前には中川パラダイスと六本木で夜遊びをしていて、そこで知り合った社長にモンクレールのダウンジャケットを貰ったというエピソードは若林が事あるごとに話している[74][75]。

### 洗濯・風呂
普段は風呂に入る代わりに乳幼児用のウェットティッシュで体を拭いていた。ただ背中は手が届かず誰かに拭いてもらうこともあった。
春日がむつみ荘在住時代に利用していたコインシャワーは5分100円だが、普通に体を洗うと7分かかり、計200円払う必要があるため、家からシャンプーで頭を洗いながらこのコインシャワーに向かい、コインシャワーでは頭を洗い流すところから始め5分で収まるようにしていた。シャンプーをしながら街を歩くことで近所の小学生から「シャンプーおじさん」と呼ばれていた。この愛称はオードリーの単独ライブや、2009年4月から始まったオードリーのラジオ番組『オードリーのシャンプーおじさん』のタイトルにもなっていた。
前述の通り風呂無しの家に住んでいたため、節約の一環としてテレビ局にある風呂を使っていた。そのため各局の風呂場事情に詳しい。あまりタレントが使ったりはしないが中山雅史と遭遇したこともある。また、それはビートたけしにも知られており、「テレビ局で風呂に入るのは俺と春日くらいだもんな」と言われた。
結婚して風呂のある家に引っ越ししたが、未だにテレビ局の風呂に入ることもある。

### 芸風
漫才
- 立ち位置は舞台に向かって右側。
- ステージに登場するときはゆっくりと歩いてくる。
- 半袖のワイシャツにピンクのベスト、金または薄黄色のネクタイを太く結び、髪型を八二分けのテクノカットとするのが正装で、ステージ上では胸を張っている。 
  - 衣装は若林が発案したもので、当初は長袖のセーターだったものがやがて簡略化されピンクのベストになった。この衣装のモデルは映画『バック・トゥ・ザ・フューチャー』に登場するマーティの父親だとしていたが、2019年になり否定し、その上で「少しおかしくなっていた頃」のX JAPANのボーカル・TOSHI(現:Toshl)が着ていた「柔らかそうなイメージのピンクのセーター」から着想を得た若林が春日に同じ服装をさせ、春日も好感触だったことから定着したことを明かしている[79][80][81]。
- ボケとしてズレたツッコミをし、それを若林がツッコむスタイルはズレ漫才と呼ばれている（例：若林「デートの待ち合わせは昼の12時に渋谷駅ね」春日「朝5時にしろよ!」若林「早すぎるだろ! でね、2人で手を繋いで歩いて行くわけですよね」春日「キスをしろよ!」若林「まだ早いだろ!」）。

一発ギャグなど

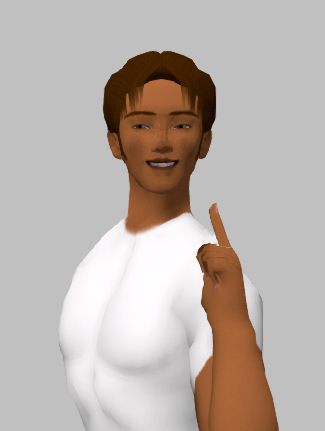
トゥース!のポーズ（再現）

- トゥース! - 春日の代名詞的ギャグ。叫びながら宙を差した左手の人差し指を胸の前に出す。元ネタは高校時代のアメフト部の掛け声。終わった後は手を揺らしながら握り、指を折りたたむ。
- 鬼瓦! - 白目を向き気が狂った表情に両手で顔を四角形に形取って「鬼瓦!」と発しながら鬼瓦の真似を行う。白目以外は般若の面のものまねに近い。
- アパー! - 目を上に向け、叫びながら手を額の上にかざす。
- カスカスダンス - 「カス、カスカス、カス、春日」と歌いながら、曲げた両腕を激しく動かし上半身を前後に振る。

以上が春日の4大ギャグである。「この4つだけ」と言われることもあるが、他にも以下のようなものがある。
- ヘッ! - 少し俯きながら上目遣いで不敵な笑みを浮かべる。映画「シャイニング」のジャック・ニコルソンより着想。
- 〇〇、スターツ! - カメラに向かって指を差しながら、「スターツ!」と言う。VTRや音楽の振りに使うことが多く、その際は前に「ビーティーアール(VTR)」「ミュージック」などをつける。
- うまし! - 食べ物を食べたあとにカメラ目線で大声で短く言う。うまし!が定番化した後は、「うまし! 出ました伝統芸。」も多用している。その食べ物に合わせて語尾が変化することも多い（例：いちごを食べた後なら「うまご!」、スタミナ定食なら「うまミナ定食!」）。本当に感動するほど美味しかった時は「うまいなーこれ、うまい!」といった感想を残すなど、このギャグは出にくい。

相方の若林からは「一番台本を読み込む芸人」と称され、台本に赤ペンで台詞を書き込んでいるが、いざ収録が始まると用意した台詞を一切発さない。
ネタに関して一切我を出さず、若林は「言うことに忠実」と述べている。日本テレビ『ヒルナンデス!』のロケ先の旅館で水田信二（和牛）とオードリーでトリオ漫才を披露。水田が春日に扮して若林を間に挟む形で行い、旅館の裏から水田と春日がそれぞれ登場する際、水田がアドリブで旅館部屋の窓を開けたり屏風の裏に行ったりして、若林の元までなかなか到達しないボケを見せていたが、春日は先に若林の真横に着いてしまい、水田が周りをうろついているのを見てから慌ててうろつき始めた。

### アスリートとしての記録
- 1996年 - アメリカンフットボールオール関東選抜
- 2006年8月 - 第2回芸能界潜水No.1決定戦公式記録大会 110m 当時日本歴代2位
- 2006年12月 - Dynamic Apnea without Fin Japan‐Italy joint competition 115m 当時日本歴代4位タイ
- 2015年 - 第23回東京オープンボディビル選手権大会75kg級 - 5位
- 2015年 - フィンスイミングワールドカップマスターズ大会日本代表 - 銅メダル
- 2016年 - フィンスイミングワールドカップマスターズ大会日本代表 - 銀メダル
- 2016年 - 全日本社会人レスリング選手権マスターズAクラス76kg級 - 4位
- 2017年 - 第29回全日本エアロビクスコンテスト大会男子シングル部門 - 銅メダル
- 2018年 - ウィジードッグクラブ関東ドッグダンス競技会マスタークラス - 4位
- 2019年 - 「水中ベンチプレスの最多連続回数」43回 - ギネス世界記録認定
- 2021年 - 全日本エアロビクスコンテスト大会 一般ペア・グループ部門 - 銅メダル（フワちゃんと出場）

### 春日語
春日語（かすがご）は、春日やどきどきキャンプ佐藤、リトルトゥース（ラジオ『オードリーのオールナイトニッポン』のリスナーの総称）などで話されるスラング。過去にもラジオで話してはいたが、2020年1月29日に放送された『水曜日のダウンタウン』（TBS）で取り上げられ、「異質」「謎」と話題となった。
2020年末には、春日が書き下ろした365日分の春日語が楽しめる日めくりカレンダー「春日語カレンダー2021」が発売された。
例（左が春日語、右が意味）
- イピス、TV - こんにちは
- オブです - よろしく、どうも
- 降臨 - 到着
- HEY!たくちゃん 、ヘイタク - お疲れさま
- ごんす - OK
- なるT - なるほど
- とんぱち - 大丈夫
- T、魚 - 一人称
- タックス - タクシー
- コンビニエンス - コンビニエンスストア
- 自分磨き - オナニー
- 充（じゅう）がなし男（お）になってきたからさ - 充電がなくなってきたからさ
- Gルド - ゴールドジム
- 便ステ（便器ステーション） - トイレ
- どち男（お）か男（お）? - 今どこですか?
- 今（いま）ねもう着（つ）きするから - もうすぐ到着するから
- どな男（お）か男（お）? の日（ひ）は次（つぎ）チいたしかいなん男（お） - どうしたのかな? 今日は無しにするのかな
- よしお、小島よしお - いいよ
- 向井理 - 向かいます
- オリンピャッコ - オリンピック
- うましみ - 美味しい刺身

## 大使就任歴
- 所沢市観光大使（2013年2月9日 - ）[87][88][89]

## キックボクシングの戦績

### プロキックボクシング
| キックボクシング 戦績 | キックボクシング 戦績 | キックボクシング 戦績 | キックボクシング 戦績 | キックボクシング 戦績 | キックボクシング 戦績 | キックボクシング 戦績 |
| --------------------- | --------------------- | --------------------- | --------------------- | --------------------- | --------------------- | --------------------- |
| 5 試合                | (T)KO                 | 判定                  | その他                | 引き分け              | 無効試合              |                       |
| 3 勝                  | 0                     | 3                     | 0                     | 0                     | 0                     |                       |
| 2 敗                  | 0                     | 2                     | 0                     | 0                     | 0                     |                       |

| 勝敗 | 対戦相手         | 試合結果       | 大会名          | 開催年月日    |
| ×    | ワン・ホンシャン | 3R終了 判定0-3 | K-1 TRYOUT 2007 | 2007年8月16日 |

## 出演
春日単独での主な出演歴。

### 現在の出演番組

#### レギュラー
テレビ
- ベスコングルメ（2022年10月9日 - 、TBSテレビ） - MC[注 7]
- オードリー春日のトゥースでチャンクな英会話（2024年4月6日 - 、NHK Eテレ） - 冠番組[90][注 8]
- オードリー春日の知らない街で自腹せんべろ（2025年4月12日 - 、BSテレ東） - 冠番組[92]

#### 準レギュラーもしくは不定期出演
テレビ
- 東野・岡村の旅猿 プライベートでごめんなさい…（2013年5月29日 - 、日本テレビ） - 「旅猿ファミリー」旅猿No.09、イメージカラーは■ネイビー。シーズン3の「築地で海外ドラマみまくりの旅」で初参加[93][94]。
- 水曜日のダウンタウン（2014年6月11日 - 、TBSテレビ） - 準レギュラー[95][94]
  - 放送開始から約3年半経過した2017年9月27日放送のVTR出演数ランキングでは、第7位にランクインしている[96]。
  - 2020年現在も無謀な企画へのチャレンジ、ドッキリのターゲットなどで、ほぼレギュラーと言われるほど出演している[97]。「みんなの説」など、プレゼンターとして出演することもある[98]。
- 秘密のケンミンショー → 秘密のケンミンショー極（2014年11月13日 - 、読売テレビ） - ケンミンスター埼玉県民代表として不定期出演[94]。
- ニンゲン観察バラエティ モニタリング（2017年1月26日 - 、TBSテレビ）[94]
  - コーナーレギュラー、コンビで出演するコーナーとは別に春日単独出演の「銅像春日」「カメレオン春日」「日本全国で物々交換 わらしべ長者モニタリング」コーナーなどを担当。
- 有吉くんの正直さんぽ（2014年2月15日 - 、フジテレビ） - 不定期出演[94]。2022年2月現在、計18回出演しており、おさんぽファミリーに名を連ねている[99]。
- THE突破ファイル（2018年12月6日 - 、日本テレビ） - 不定期出演、2022年からは主に再現VTR「春日＆ザ・マミィの離島の突破劇」シリーズに出演[94]。
- それって!?実際どうなの課 → それって実際どうなの会（2020年5月27日 - 2024年3月27日、中京テレビ、2024年7月8日 - 、TBSテレビ） - コーナーレギュラー「人間の限界シリーズ」などを担当[94]。
- 有吉ぃぃeeeee!そうだ!今からお前んチでゲームしない?（2021年1月10日 - 、テレビ東京）[94]
  - 施設などで収録するようになった2021年1月10日放送回に初登場以降、レギュラー陣との対決企画などで常連出演となる。2021年8月15日、11月7日、2022年4月3日、6月12日放送回では「春日軍団」のリーダーとして出演している[100][101][102][103]。
- ラヴィット!（2021年5月6日 - 、TBSテレビ） - 不定期出演[104][94]
  - 放送開始からわずか3か月の2021年7月19日放送での出演をもって、月曜日から金曜日まで全曜日でのスタジオ出演[注 9]、番組通称「グランドスラム」を達成している[105]。
  - 番組登場時の挨拶は「トゥース!」の変形である「ラヴィットゥース!」[105][注 10]。
  - 2022年秋より春日が苦手とする（電気）ビリビリ椅子が番組の罰ゲームなどに導入されてからは、ごくたまにの出演となっている[106]。
- 王様のブランチ（2022年12月17日 - 、TBSテレビ） - 主に「語りたいほどマンガ好き」「物件リサーチ」コーナーに不定期出演[94]。
- 何か“オモシロいコト”ないの?（2023年11月20日 - 、フジテレビ）- 不定期出演[94]
- 世の中なんでもHOWマッチ いくらかわかる金?（2023年12月1日・2024年5月11日 - 、TBSテレビ）- 不定期出演[94]
- サタデープラス（2024年6月29日、毎日放送） - 不定期出演[94]

### 現在の特別番組
主に複数回出演している番組、もしくは約1年以内で継続出演している番組を記す。特番は不定期出演以外はMCもしくはメインキャストのみ。それ以外の番組は後述の「過去の特別番組もしくは不定期出演」節を参照。
テレビ
- 炎の体育会TV（レギュラー：2012年10月13日 - 2023年3月18日[107]、不定期特番：9月23日[108] - 、TBSテレビ） - 2012年10月13日放送回からレギュラー出演。
- クイズ☆正解は一年後（2013年12月30日 - [94]、TBSテレビ） - 2013年の第1回[注 11]から不定期出演。2020年は春日チームとして、チームの代表で出演している[109]。
- THE鬼タイジ（2021年8月27日 - [94]、TBSテレビ） - 常連メンバー[110]

配信
- 春日ロケーション 〜春日プロデューサーの旅番組〜（2023年9月15日〈14日深夜〉・22日〈21日深夜〉、日本テレビ / 2023年9月15日 Hulu配信開始〈毎週木曜更新〉） - 地上波特別編2回、Hulu全12回、TVerでも毎週1話ずつ配信、冠番組[111]。

### 過去のレギュラー・準レギュラー番組
テレビ
- 学生才能発掘バラエティ 学生HEROES!（2010年4月7日 - 2017年9月28日、テレビ朝日）
- 東京ディズニーリゾート My マップ!（2012年4月7日 - 2013年3月2日、ディズニー・チャンネル）
- ネプ&イモトの世界番付（2012年7月20日 - 2016年3月18日、日本テレビ） - 準レギュラー、冠コーナー「春日の部族滞在記」「オードリー春日の世界イエスマンの旅」などを担当。
- 七人のコント侍（2013年4月6日 - 2013年5月24日、BSプレミアム）
- ポケモンゲット☆TV（2013年10月6日 - 2015年9月27日[94]、テレビ東京） - 準レギュラー、「ゲットさせるな! ポケモンかくれんぼゲーム」「ポケスゴ」「春日のコンテストスターへの道」コーナー担当。
- 有吉弘行のダレトク!?（2014年8月26日[注 12] - 2018年9月4日、関西テレビ・フジテレビ系列） - 準レギュラー[112]。
- イジリー・春日の美人妻いただきます（2015年8月5日 - 2015年10月21日、TOKYO MX・V☆パラダイス） - 冠番組
- オードリー春日の知っとく!ベジライフ[113]（2015年10月10日 - 2015年12月12日、BS-TBS） - 冠番組
  - 知っとく!ベジライフ2 教えて春日先生!（2016年10月7日 - 2016年12月9日、BS-TBS[114]） - 冠番組
  - 知っとく!ベジライフ3 〜オードリー春日の食の安全委員会〜（2017年10月12日 - 2017年12月7日 、BS-TBS[115]） - 冠番組
- 得する人損する人（2017年7月27日 - 2018年2月8日、日本テレビ） - 準レギュラー、冠コーナー「オードリー春日東大企画」などを担当。
- スマイルすきっぷ〜明日の元気をフルチャージ!〜（2018年1月12日[注 13] - 2020年9月18日 、TBS） - ナレータ－（一部の回はゲストとして出演[117]）
- 超かわいい映像連発!どうぶつピース!!（2016年9月30日 - 2021年9月30日、2021年10月28日 - 2022年3月31日、テレビ東京） - MC[注 14]
- オードリー春日のしずおかごはんが食べたい!（2020年8月15日 - 2023年3月、テレビ静岡）
  - 毎月1回程度の不定期放送[118]。所属事務所の公式WEBサイトには、2022年9月末からレギュラー出演の節に、毎月第3土曜日と記載されている[119]。冠番組[注 15]。
- バゲット（2022年11月2日 - 2023年3月末、日本テレビ・中京テレビ） - 準レギュラー[120]
- ストリートタイムカプセル（2024年6月5日 - 6月26日、テレビ朝日） - MC[注 16][121]
- ZIP!（2024年9月6日 - 10月25日、日本テレビ） - 2024年9月・10月度金曜パーソナリティー[31]

### 過去の特別番組もしくは不定期出演
特番は不定期出演以外はMCもしくはメインキャストのみ。
テレビ
- SASUKE（2009年春・2010年元日、2020年冬 - 2022年冬[94]、TBSテレビ） - 2009年春（第22回大会）から不定期出演、2020年冬（第38回）からはレギュラー番組の「炎の体育会TV」代表で毎年出演していた。
- これからはパ・リーグだ!（2011年8月28日 - 11月13日、TOKYO MX） - 西武ファン代表として不定期出演
- 人志松本のすべらない話（フジテレビ、2015年7月11日・2016年1月9日・2018年1月20日） - 不定期出演[注 17][94]。
- 有吉の壁（2015年12月28日 - 2019年10月1日[94]、日本テレビ） - 先輩の壁として特番時代に不定期出演[注 18]
- ポケモンの家あつまる?（2016年1月10日 - 2022年1月16日[94]、テレビ東京） - 変装をするなどして不定期出演。2020年4月5日からはリニューアルしたポケんちに住み始める[122][123]。
- アイ・アム・冒険少年（2017年6月14日 - 2024年3月4日、TBSテレビ） - 不定期出演[94]。TBSの他番組、2021年2月23日放送の『オトラクション』では「アイ・アム・冒険少年チーム」として出演している[124]。
- 東大王（2017年12月3日 - 2018年9月16日[94]、TBSテレビ） - 日曜日時代に不定期出演[注 19]
- 痛快TV スカッとジャパン（2018年11月19日 - 2022年3月14日[94]、フジテレビ） - 主にショートドラマのVTRに不定期出演[125]。
- まんぷくダービー（2020年2月8日・11月6日・2021年5月6日・10月1日、TBSテレビ） - レギュラーなどの規定はないが、皆勤で出演[94]。
- なぜココに大金を使った?素敵なムダ遣いハウス〜合計12億!日本全国お宅訪問（2021年2月7日、テレビ東京） - MC[注 20][126]
- 爆買い☆スター恩返し（2021年4月18日 - 2023年9月15日[94]、フジテレビ） - 特番時代からスタジオゲストとして常連[127]。
- 矢作・バカリのソコホル!?〜言われてみれば気になるアレ大調査〜（2021年5月16日、朝日放送テレビ） - 掘りたがり犬（天の声）[128]
- ジャンプアドベンチャーTV（2021年8月22日、テレビ東京） - 守り人の長（メインキャスト）[129]
- インテリ＆マッスル頂上決戦〜パーフェクトワン〜（2021年11月27日、フジテレビ） - 解説[130]
- ドラフトコント（2021年11月27日・2022年11月19日、フジテレビ） - キャプテン[131]
- なっ得!マネー先生〜令和のお金サバイバル塾〜（2022年1月8日、テレビ朝日） - 塾長[132]
- ラフ&クライ!〜笑いのショートプログラム〜（2021年7月20日 - 2022年3月20日、TBSテレビ） - スペシャル版の第1回から不定期出演[94]。
- Let's!美バディ（2022年2月15日 - 6月30日[94]、TBSテレビ） - 芸能人トレーナー美バメンとして不定期出演[133][134]
- ぶらり筋道中 マッスル旅行（2022年6月12日・11月3日、日本テレビ） - 横川尚隆・塚田僚一らと共にメインキャスト[135]
- 街角ホワイトボード先生（2022年7月16日・23日・2023年1月2日、テレビ東京） - MC[注 21][136][137]
- ボクらの時代（2022年7月24日、フジテレビ） - メインキャスト。尾形貴弘、あばれる君と共演。
- 〜ジュージューハンター〜鉄板クック（2022年7月30日、TBSテレビ） - メインキャスト[138]
- マッスルドア～ガリガリからの脱出～（2022年9月1日・8日、TBSテレビ） - MC[注 22][139]
- オードリー春日のコスパ道（2023年7月15日、テレビ朝日） - MC・冠番組[140]
- 世界の春日プロジェクト（2024年3月26日、NHK総合） - 冠特番[91]

ラジオ
- オードリー春日俊彰のオールナイトニッポンGOLD（2018年3月2日、ニッポン放送） - 冠特番

### Webテレビ
- HITOSHI MATSUMOTO presents ドキュメンタル（2017年、Amazon Prime Video） - シーズン3出演
- HITOSHI MATSUMOTO presents ドキュメンタル Documentary of Documental（2017年 - 2020年、Amazon Prime Video）- シーズン1出演
- 有吉弘行の脱ぬるま湯大作戦（2018年8月3日 - 、Amazon Prime Video）
- タベドリ（2018年10月15日 - 11月6日、AbemaTV） - エロ四天王[141]
- むっつり春日（2019年3月8日 - 3月29日、フジテレビオンデマンド） - 冠番組
- トークサバイバー!～トークが面白いと生き残れるドラマ～（2022年3月8日 - 、Netflix）
- インシデンツ（2022年12月23日、DMM TV）[142]
- 風雲!たけし城（2023年4月21日 - 、Amazon Prime Video）
- シークレットNGハウス（2025年3月27日 -、Amazon Prime Video）[143]

### 連載
現在の連載
- IRONMAN（アイアンマン）「オードリー春日のマッチョでトゥース!」（2014年10月11日 - ） - 月1回の連載。

過去の連載
- 日刊スポーツ「春日の部屋」（2010年11月16日 - 2012年9月23日） - 月1回不定期連載。
- TVガイド「これ、2個持って帰っていいですか?」（2011年11月22日、30日、12月7日、2012年1月4日、11日、18日、25日）
- 朝日新聞TV番組解説頁『TVダイアリー』（2012年2月5日、12日、19日、26日、3月1日）
- IRONMAN（アイアンマン）「オードリー春日のボディビル挑戦!」（2013年7月12日 - 2014年6月12日） - 月1回の連載。
- 週刊プレイボーイ「『キン肉マン』休載時 月イチ最強タッグコラム!!! オードリー春日と水Dの春日語な肉（日）常」（2021年5月17日〈2021年5月31日号 No.22〉[144] - 2022年12月12日〈2022年12月26日号 No.52〉[145]） - 月1回の連載

### お笑いライブ
- 日本の夏、春日の夏（2011年8月3日） - 単独ライブ。
- スター妄想カードバトル「スタモン」（2013年2月26日）

### 吹き替え
- きかんしゃトーマス ミスティアイランド レスキュー大作戦!!（2011年） - 初代・ダッシュ 役

### テレビアニメ
- ポケットモンスター（2020年6月28日、テレビ東京） - カスキング 役[146]

### ドラマ
- 俺の空 刑事編 第4話（2011年11月6日、テレビ朝日） - 中村誠 役
- 結婚同窓会 〜SEASIDE LOVE〜（2012年7月13日 - 2012年8月17日、フジテレビTWO・GYAO!） - 仲井戸健 役
- 薄桜記 第7話（2012年7月13日、NHK BSプレミアム） - 浅野内匠頭 役
- ROAD TO EDEN 最終話（2017年12月14日、フジテレビオンデマンド） - 最後の門番ギガ 役
- わたし、定時で帰ります。第7話（2019年5月28日、TBS） - 町ぶら番組の芸人 役
- レンタルなんもしない人 第10話（2020年9月17日、テレビ東京） - 古橋 役
- 行列のできる法律相談所「TEAM NACS事件簿」（2021年4月25日、日本テレビ） - 安田顕 役[147]

### 映画
- きくちゃんの愉快な旅（2018年9月2日、予告編のみ・本編未公開） - 主人公の父親 役[148]

### CM
- サントリーフーズ「ペプシスペシャル」（2016年6月）
- アサヒ飲料「WONDA 金の微糖」（2018年4月） - 澤部佑（ハライチ）と共演
- 転職サイトtype（2019年1月 - 2022年12月[注 23]、ラジオ・ウェブCM）[149]
  - 「エアロビギャグ満載」篇（2021年4月9日 - 、TVCM）[150]
- バンダイ「キャラパキ 発掘恐竜チョコ」（2020年9月19日 - 、TVCM）[151]
- メルカリ「メゾンメルカリ・メガフェスジャイアント登場」篇（2022年2月1日 - ）[152]
- DMM TV「呼び込み」篇・「アニメ・エンタメ見放題」篇・ウェブ「ここだけの」篇（2022年12月16日 - 、TV・ウェブCM） - 髙橋ひかる、雨宮天と共演[153]
  - 「新作アニメも見放題」篇（2023年1月10日 - 、TV・ウェブCM）
- Funds「堅実イチバン。」シリーズ（2024年2月7日 - 、ウェブCM）[154]
- MAKERS uFit 「uFitトゥース！」シリーズ（2024年11月20日 - ） - 水谷隼と共演、アンバサダーも担当[155]
- 大阪ガス「カスガスダンス」篇（2025年3月1日 - 、関西限定CM）[156]
- KONAMI「プロ野球スピリッツA」（2025年3月25日 - 、ウェブCM）[157]
- 日本マクドナルド「ご当地てりやき JAPAN」（2025年5月20日 - ）[158]

### 舞台
- 田中が考え中（2011年12月 - ） - 田中卓志（アンガールズ）が脚本・演出する舞台。
  - 第0幕（2011年12月、新宿シアターモリエール）
  - 第一幕（2012年4月、北沢タウンホール）
  - 第二幕（2013年1月、下北沢 本多劇場）
  - 第三幕（2014年9月12日・13日、下北沢 本多劇場）

### ミュージック・ビデオ
- PENGIN「世界に一人のシンデレラ feat. U」
- Czecho No Republic「Oh Yeah!!!!!!!」

### DVD・Blu-ray
太字は春日がメイン出演の作品。
- ジュニア千原と大輔宮川のすべらない話（2009年11月18日）
- クイズ☆タレント名鑑 史上最大ガチ相撲トーナメント 2011 春場所×秋場所（2012年4月25日）
- 逃走中24 ～run for money～【禁断の恋と財宝村】ロミオとジュリエ（2013年2月20日）
- 戦闘中 〜battle for money〜（2012年9月19日）
  - 戦闘中 ～第二陣～「大江戸忍大戦」（2013年3月20日）
  - 戦闘中 ～第三陣～「激突! 忍ヶ原の乱」（2013年7月26日）
  - 戦闘中 ～第四陣〜「欲望と戦場の絆」（2013年10月16日）
  - 戦闘中 ～第八陣〜「アスリート天下統一戦」（2016年9月2日）
- 東野・岡村の旅猿3 プライベートでごめんなさい… 築地で海外ドラマ観まくりの旅（2013年10月23日）
- オードリー春日“ボディビルダーへの道（2014年7月21日）
  - オードリー春日”ボディビルダーへの道2”「I am a Bodybuilder! 俺はボディビルダー」（2015年7月20日）
- 七人のコント侍 第1期 BEST SELECTION（2014年12月17日）

### 埼玉西武ライオンズ
- 西武×楽天（2012年5月3日、西武ドーム） - 1日企画部長[159]
- 西武×日本ハム（2013年5月5日、西武ドーム） - 1日企画部長[160]
- 西武×ロッテ（2014年7月26日、西武ドーム） - 埼玉県応援団長[161]
- 西武×楽天（2018年7月22日、メットライフドーム） - ライオンズ フェスティバルズ 2018応援大使[162]
- 西武×オリックス（2019年9月18日、メットライフドーム） - 青炎隊長[163]
- 西武×日本ハム（2022年9月10日、ベルーナドーム）[164]
- 西武×ソフトバンク（2023年9月2日、ベルーナドーム） - 特急カスュー[165][166]
- 西武×オリックス（2024年4月2日、ベルーナドーム） - 青炎隊長[167]
- 阪神×西武（2024年6月8日、阪神甲子園球場）[168]
- 西武×ソフトバンク（2025年5月7日、ベルーナドーム） - uFitアンバサダー[169]

### その他
- 東京マラソン2012（2012年2月26日） - ヒルナンデス!の曜日対抗企画によりチャリティランナーとして出場。
- 国立カイロ博物館所蔵 黄金のファラオと大ピラミッド展（2015年） - オフィシャルサポーター[170]
- 西武園ゆうえんちプール開き記念イベント（2025年） - アンバサダー [171]

### ネット配信
- スマホ船隊!! ウィルスバスターズ（2012年3月27日、ニコニコ生放送）
- 週刊オトコ自身（2012年4月4日・11日・18日、BeeTV）
- 古井ひでおチャンネル（2018年11月30日 - 2020年12月25日、YouTube） - 『犬も食わない』（日本テレビ）のコントで演じたキャラクター、YouTuberナメてるおじさん芸人・古井ひでおのスピンオフ企画[172]。

## 演じた俳優
- 戸塚純貴『だが、情熱はある』（2023年、日本テレビ）

## 書籍

### 著書
- 春日と筋肉（2025年、徳間書店、雑誌『IRONMAN』連載）ISBN 978-4-1986-5831-1 [173]

### その他
- 世界の春日プロジェクト チャンクで学ぶ英会話（2024年、双葉社、NHK「世界の春日プロジェクト」制作班 著・居村啓子 監修・春日俊彰 協力）ISBN 978-4-575-31900-2 [174]